# Erastianizm
Erastianizm (ang. Erastianism) – zwierzchność państwa nad Kościołem w sprawach religijnych, umożliwiająca (ograniczoną) ingerencję państwa w kwestie doktrynalne i liturgiczne. Od nazwiska szwajcarskiego teologa Thomasa Erastusa, nadwornego teologa elektora palatynatu Fryderyka III. Erastianizm stanowi ważny element anglikanizmu, a na podobnej, lecz starszej koncepcji opiera się statut i praktyka rosyjskiego Kościoła prawosławnego.
Główne swoje tezy Erastus zawarł w dziele pt. "Explicatio gravissimae quaestionis..." z 1589 roku - dziele polemicznym z większością głównych nurtów kalwinizmu - od prezbiterian po kwakrów.
Erastianizm na gruncie filozofii politycznej jest przez część historyków idei uznawany za prekursora myśli liberalnej.

## Erastianizm niemiecki
Erastianizm wyróżnia się względem luteranizmu podejściem do wyznania poddanych władcy świeckiego. O ile u Lutra akceptowalne było wewnętrzne (choć publicznie nieokazywane) bycie katolikiem w państwie protestanckim, o tyle Erastus wymagał od poddanych pełnego podporządkowania się panującemu pod względem konfesyjnym. Dla przykładu, gdy w Palatynacie władzę objął Otto Henryk i wkrótce konwertował na kalwinizm, to miał on (wedle erastianizmu) prawo do wymuszenia dekretem (i egzekwowania sądownie) konwersji swoich poddanych na kalwinizm - mimo że uprzednio stanowili oni zaledwie 3% mniejszość wśród ludności Palatynatu.

## Erastianizm angielski
Erastianizm stał się nurtem przyjętym wśród angielskich elit władzy politycznej, gdzie dał sobie wyraz jako tzw. Boskie Prawo Królów (the Divine Right of Kings), które najpełniej wyraził król Jakub I Stuart w trakcie swojej mowy parlamentarnej w 1610 roku, w której samodeifikował siebie i swoją władzę.
Pod wpływem wojny domowej w Anglii, apologetą erastianizmu stał się Thomas Hobbes - w swoim dziele "Behemot" z 1668 roku jednakowo krytykuje katolików i purytanów za ich dążenia do wprowadzenia, kolejno, "papieskiej tyranii" i kongregacjonizmu politycznego. Zdaniem Hobbesa, władcy angielscy mają prawo dokonywać wyborów nawet w zakresie doboru ksiąg kanonicznych, oraz ich właściwego przekładu na język angielski. Hobbes argumentuje tutaj odwołując się do tradycji wczesnośredniowiecznej, gdy władcom świeckim przysługiwały prerogatywy z zakresu władzy duchowej, natomiast odejście od tej tradycji angielski filozof uznaje za "błędy gregorianizmu".

## Erastianizm niderlandzki
Głównymi apologetami erastianizmu w kalwińskiej Holandii byli Hugo Grocjusz oraz Johannes Althusius. 
Grocjusz w swojej teorii suwerenności zwraca uwagę, że państwo aby być w pełni suwerenne, musi sprawować kontrolę nad całością materii na jej obszarze. Wysnuwa z tego wnioski, że samemu duchowieństwu należy pozostawić do rozwiązywania sprawy dogmatyczne (co jest pewnym odstępstwem od ortodoksyjnego erastianizmu), ale to państwo winno zarządzać kościelnym majątkiem i mianować na stanowiska duchowe (w tym cesarz winien móc mianować papieża). Wtórował mu Althusius, uznający kościół za fragment administracji państwowej.
Obaj teoretycy natomiast przypisują władzy świeckiej prawo decydowania które wyznanie jest właściwe, i które wyznawać mają wszyscy poddani (dla najradykalniejszych, np. anabaptystów, Grocjusz przewidywał karę śmierci). Odwołując się do wzorców chociażby bizantyjskich cesarzy, Grocjusz argumentował także za prawem władców do zwoływania soborów i zatwierdzania (lub odrzucania) ich postanowień. Warto w tym miejscu nadmienić, że tezy te głoszone były w państwie, którego elity władzy były kalwińskie, jednak 96% ludności wyznawała katolicyzm.
Trzeba tutaj nadmienić, że Grocjusz nie dotrwał do końca życia w swoich erastiańskich poglądach - po wsparciu liberalnej frakcji kalwińskiej, arminian, uciekł on z Holandii do katolickiej Francji, gdzie być może nawet dokonał konwersji na katolicyzm.

## Erastianizm w państwach katolickich
Erastianizm był częstym obiektem polemik włoskiego teologa katolickiego, św. Roberta Bellarmina.
Badacze historii idei doszukują się wątków erastiańskich w praktyce politycznej rządów Marii Teresy (terezjanizm) i Józefa II (józefinizm) w Cesarstwie Austriackim. Polski historiozof Feliks Koneczny uznawał józefinizm (a więc i erastianizm) za przejaw cywilizacji bizantyjskiej.